# Liste der Kulturdenkmale in Burgstall (Landkreis Börde)

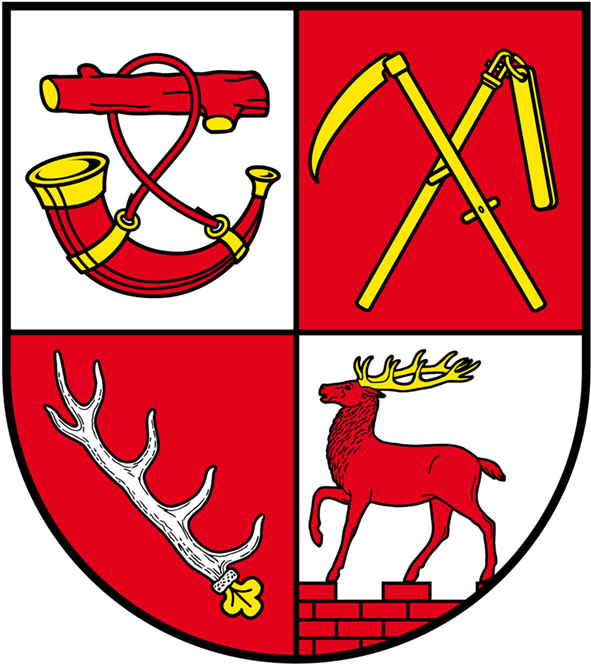
Wappen der Gemeinde Burgstall

In der Liste der Kulturdenkmale in Burgstall sind alle Kulturdenkmale der Gemeinde Burgstall und ihrer Ortsteile aufgelistet. Grundlage ist das Denkmalverzeichnis des Landes Sachsen-Anhalt, das auf Basis des Denkmalschutzgesetzes vom 21. Oktober 1991 erstellt und seither laufend ergänzt wurde (Stand: 31. Dezember 2021).

## Kulturdenkmale nach Ortsteilen

### Burgstall
| Lage                                | Bezeichnung          | Beschreibung    | Erfassungs- nummer | Ausweisungsart | Bild           |
| ----------------------------------- | -------------------- | --------------- | ------------------ | -------------- | -------------- |
| Braunspforte 1 (Karte)              | Mühle                | Pattmühle       | 094 70036          | Baudenkmal     | BW             |
| Lindenstraße (Karte)                | Kirche               |                 | 094 15931          | Baudenkmal     | Weitere Bilder |
| Lindenstraße vor der Kirche (Karte) | Kriegerdenkmal       |                 | 094 70480          | Baudenkmal     | Weitere Bilder |
| Lindenstraße 1 (Karte)              | Rittergut            | Forstamt        | 094 75558          | Baudenkmal     | Weitere Bilder |
| Lindenstraße 2 (Karte)              | Gasthof              | Deutsches Haus  | 094 17509          | Baudenkmal     | Weitere Bilder |
| Lindenstraße 7 (Karte)              | Gasthof              | „Weißer Schwan“ | 094 75190          | Baudenkmal     | Gasthof        |
| Lindenstraße 8 (Karte)              | Wohnhaus             |                 | 094 70572          | Baudenkmal     | Wohnhaus       |
| Lindenstraße 10 (Karte)             | Pfarrhof             |                 | 094 75061          | Baudenkmal     | Pfarrhof       |
| Mühlenstraße 3 (Karte)              | Wohnhaus mit Scheune |                 | 094 75186          | Baudenkmal     | Weitere Bilder |
| Teichstraße 1 (Karte)               | Wohnhaus             |                 | 094 17510          | Baudenkmal     | Wohnhaus       |

### Blätz
| Lage                                                                        | Bezeichnung  | Beschreibung | Erfassungs- nummer | Ausweisungsart | Bild           |
| --------------------------------------------------------------------------- | ------------ | ------------ | ------------------ | -------------- | -------------- |
| Breite Straße im Ortskern an der alten Poststraße Magdeburg–Stendal (Karte) | Distanzstein |              | 094 15938          | Baudenkmal     | Weitere Bilder |
| Breite Straße 6 (Karte)                                                     | Bauernhof    |              | 094 75075          | Baudenkmal     | BW             |

### Cröchern
| Lage                                             | Bezeichnung    | Beschreibung                                  | Erfassungs- nummer | Ausweisungsart | Bild |
| ------------------------------------------------ | -------------- | --------------------------------------------- | ------------------ | -------------- | ---- |
| Dorfstraße Ortsmitte (Karte)                     | Kirche         |                                               | 094 75076          | Baudenkmal     | BW   |
| Dorfstraße zwischen Kirche und Pfarrhaus (Karte) | Kriegerdenkmal | Denkmal für die Gefallenen des 1. Weltkrieges | 094 70283          | Baudenkmal     | BW   |
| Dorfstraße 13 (Karte)                            | Pfarrhaus      | ev. Pfarramt                                  | 094 75077          | Baudenkmal     | BW   |

### Dolle
| Lage | Bezeichnung                         | Beschreibung                                 | Erfassungs- nummer | Ausweisungsart | Bild                                |
| --- | ----------------------------------- | -------------------------------------------- | ------------------ | -------------- | ----------------------------------- |
| an der B 189 (am westlichen Straßenrand, ca. 500 m südlich der Ortslage, nahe der Einmündung der Zufahrt zum Forsthaus Steinberge) (Karte) | Distanzstein                        | preußischer Meilenstein aus der Zeit um 1830 | 094 75173          | Baudenkmal     | Weitere Bilder                      |
| Lindenstraße (Karte) | Friedrich-Ludwig-Jahn-Denkmal Dolle | Denkmal für Friedrich Ludwig Jahn            | 094 75174          | Baudenkmal     | Friedrich-Ludwig-Jahn-Denkmal Dolle |
| Lindenstraße (Karte) | Denkmal                             | Todesmarschdenkmal Dolle                     | 094 75178          | Baudenkmal     | Denkmal                             |
| Lindenstraße Ortsmitte (Karte) | Kirche                              | Dorfkirche Dolle, von 1907                   | 094 75176          | Baudenkmal     | Weitere Bilder                      |
| Lindenstraße auf dem Friedhof (Karte) | Kriegerdenkmal                      | Kriegerdenkmal Dolle, frühe 1920er Jahre     | 094 75177          | Baudenkmal     | Kriegerdenkmal                      |
| Magdeburger Straße 30 (Karte) | Wohnhaus                            |                                              | 094 75179          | Baudenkmal     | BW                                  |
| Steinberge 2–3 westlich der B 189, südlicher Ortseingang (Karte)                                                                           | Forstamt                            | Försterei „Steinberge“                       | 094 75180          | Baudenkmal     | BW                                  |

### Sandbeiendorf
| Lage                                                              | Bezeichnung                  | Beschreibung | Erfassungs- nummer | Ausweisungsart | Bild           |
| ----------------------------------------------------------------- | ---------------------------- | ------------ | ------------------ | -------------- | -------------- |
| Am Damm am Straßenrand (Karte)                                    | Distanzstein                 |              | 094 75059          | Baudenkmal     | Weitere Bilder |
| Am Damm Ortsmitte (Karte)                                         | Dorfkirche Sandbeiendorf     | Kirche       | 094 70393          | Baudenkmal     | Weitere Bilder |
| Am Damm vor der Kirche (Karte)                                    | Kriegerdenkmal Sandbeiendorf |              | 094 70462          | Baudenkmal     | BW             |
| Am Damm bei der Kirche (Karte)                                    | Spritzenhaus                 |              | 094 75646          | Baudenkmal     | BW             |
| Burgstaller Straße, Untere Dorfstraße 2 (Karte)                   | Ortskern                     | Ortskern     | 107 55031          | Denkmalbereich | BW             |
| Obere Dorfstraße 6 (Karte)                                        | Wohnhaus                     |              | 094 70409          | Baudenkmal     | BW             |
| Burgstaller Straße, an der Seitenwand Untere Dorfstraße 2 (Karte) | Steinkreuz                   |              |                    | Kleindenkmal   | BW             |

## Legende
In den Spalten befinden sich folgende Informationen:
- Lage: Nennt den Straßennamen und wenn vorhanden die Hausnummer des Kulturdenkmals. Die Grundsortierung der Liste erfolgt nach dieser Adresse. Der Link „Karte“ führt zu verschiedenen Kartendarstellungen und nennt die geographischen Koordinaten.
Link zu einem Kartenansichtstool, um Koordinaten zu setzen. In der Kartenansicht sind Baudenkmale ohne Koordinaten mit einem roten bzw. orangen Marker dargestellt und können in der Karte gesetzt werden. Baudenkmale ohne Bild sind mit einem blauen bzw. roten Marker gekennzeichnet, Baudenkmale mit Bild mit einem grünen bzw. orangen Marker.
- Offizielle Bezeichnung: Nennt den Namen, die Bezeichnung oder zumindest die Art des Kulturdenkmals und verlinkt, soweit vorhanden, auf den Artikel zum Objekt.
- Beschreibung: Nennt bauliche und geschichtliche Einzelheiten des Kulturdenkmals, vorzugsweise die Denkmaleigenschaften.
- Erfassungsnummer: Für jedes Kulturdenkmal wird in Sachsen-Anhalt eine 20stellige Erfassungsnummer vergeben. Die letzten zwölf Ziffern werden für die Untergliederung nach Teilobjekten genutzt und werden nur angegeben, soweit vergeben. In dieser Spalte kann sich folgendes Icon  befinden, dies führt zu Angaben zu diesem Baudenkmal bei Wikidata.
- Ausweisungsart: Die Einordnung des Denkmales nach § 2 Abs. 2 DenkmSchG LSA
- Bild: Ein Bild des Denkmales, und gegebenenfalls einen Link zu weiteren Fotos des Kulturdenkmals im Medienarchiv Wikimedia Commons. Wenn man auf das Kamerasymbol klickt, können Fotos zu Kulturdenkmalen aus dieser Liste hochgeladen werden: